# Ateuchus histrio
Ateuchus histrio är en skalbaggsart som beskrevs av Vladimir Balthasar 1939. Ateuchus histrio ingår i släktet Ateuchus och familjen bladhorningar. Inga underarter finns listade.